# Heinrich Wilhelm Schäfer
Heinrich Wilhelm Schäfer (* 1955 in Paderborn) ist Professor für Evangelische Theologie und Religionssoziologie an der Fakultät für Geschichtswissenschaft, Philosophie und Theologie sowie an der Fakultät für Soziologie der Universität Bielefeld. Er ist Mitglied und Mitgründer des Center for Interdisciplinary Research on Religion and Society (CIRRuS).

## Leben
In den Jahren 1983, 1985 und 1986 führte Schäfer – basierend auf der Soziologie Bourdieus – Feldstudien über religiöse Bewegungen in den zentral-amerikanischen Bürgerkriegen durch (mit einem Schwerpunkt auf der Pfingstbewegung). Von 1989 bis 1994 war er Vikar und Pastor der Evangelischen Kirche von Westfalen. Im Jahr 1991 erwarb er den Titel Dr. theol. Von 1992 bis 1994 war er als Lehrbeauftragter für Ökumenische Theologie an der Ruhr-Universität Bochum tätig. Zwischen 1995 und 2003 lehrte Schäfer Systematische Theologie und Sozialwissenschaften (mit Schwerpunkt auf Religion) an der Universidad Biblica Latinoamericana (UBL) sowie Religions- und Kulturwissenschaft an der Universidad Nacional in Costa Rica. Im Zusammenhang der Tätigkeit an der UBL lehrte und forschte er in verschiedensten Ländern Lateinamerikas, u. a. in Brasilien, Cuba, Mexiko, Guatemala, Bolivien und Venezuela. Zwischen 1998 und 2003 war er Mitglied einer internationalen Arbeitsgruppe über Religion und Globalisierung des Ökumenischen Rates der Kirchen, Château de Bossey, Genf. 2002 erwarb er den Titel "Dr. phil. (rer. soc.)" (Humboldt-Universität, Berlin) und habilitierte sich im gleichen Jahr im Fach Systematische Theologie (Ruhr-Universität Bochum). Von 2003 bis 2006 arbeitete er als Lehrbeauftragter für Religionswissenschaft an der Universität Hannover. Seit 2006 ist er Professor an der Universität Bielefeld.

## Arbeit
Seit den frühen 1980er Jahren und einem Forschungsprojekt in den Kriegen Mittelamerikas arbeitet Schäfer zu Fragen von Religion, sozialer Ungleichheit und Gewalt aus sozialwissenschaftlicher Perspektive. Forschungsschwerpunkte liegen auf Religion unter Bedingungen von Kriegen und krimineller Gewalt in Slums, vor allem in Lateinamerika sowie mit einem Projekt auch in Bosnien und Herzegowina. Ein weiterer Forschungsschwerpunkt ist seit den späten 1970er Jahren (iranische Revolution) religiöser Fundamentalismus. In einem neuen Forschungsprojekt über das religiöse Feld und die politischen Strategien religiöser Akteure in Guatemala und Nicaragua soll an zwei Ländern vergleichend und in diachroner Perspektive die Transformation der religiösen Praxis in Peripherieländern in den letzten 30 Jahren untersucht werden. Der sachliche Schwerpunkt dieser Untersuchungen liegt dabei auf der Pfingstbewegung. Der theoretische und methodische Schwerpunkt liegt auf der Soziologie Bourdieus. Insbesondere hat Schäfer eine Methode zur Habitusanalyse entwickelt. Diese hat er in einem Band erkenntnistheoretisch fundiert und in einem zweiten soziologisch expliziert. In einem in Kürze erscheinenden dritten Band wird die Methode erläutert (HabitusAnalysis 3: Methods and Models). Dieser Ansatz ermöglicht eine neue Konzeption von kollektiven und individuellen Identitäten und Strategien von Akteuren als Netzwerke von Dispositionen. Die meisten der empirischen Publikationen Schäfers sind in Anwendung dieser Theorie und Methode entstanden. In theologischer Hinsicht konzentrieren sich Schäfers Arbeiten auf interdisziplinäre Hermeneutik und Pneumatologie.

## Forschung
- Social differentiation and identity-politics of the Pentecostal movement in Guatemala and Nicaragua (DFG, 2011–2013)
- Mitarbeit im Forschungsverbund Religion und Konflikt (Forschungsstätte der Evangelischen Studiengemeinschaft, seit 2007)
- The ethos of religious peace builders in Bosnia-Herzegovina (DFG, 2008–2010)
- World religions in the process of globalization (World Council of Churches, 1998–2002)
- Fundamentalisms in the USA and Islamic countries (1992–2007)
- Mehr Forschung auf den Seiten des Center for the interdisciplinary research on religion and society (CIRRuS)

## Veröffentlichungen (Auswahl)
- 2021. Die Taufe des Leviathan. Protestantismus und Politik in den USA und Lateinamerika. Bielefeld: Bielefeld University Press/Transcript, 823 S.
- 2021. El potencial de paz de las “iglesias libres” en los EE.UU. y América Latina: Oportunidades y obstáculos para la cooperación internacional. ifa-Edition Kultur und Außenpolitik. Stuttgart: ifa - Institut für Auslandsbeziehungen, 166 p. (The potential of peace making among Protestant Churches in the USA and Latin America: opportunities and obstacles for international cooperation).
- 2021. Protestant “‘sects” and the spirit of (anti-) imperialism – Religious entanglements in the Americas. New Orleans: Univ. of New Orleans Press, 242 S.
- 2020. Die protestantischen ‘Sekten’ und der Geist des (Anti-) Imperialismus – Religiöse Verflechtungen in den Amerikas. Bielefeld: Transcript, 207 S. (Protestant ‘sects’ and the spirit of (anti-) imperialism – Religious entanglements in the Americas.)
- 2020. Las ‘sectas’ protestantes y el espíritu del (anti-) imperialismo – entrelazamientos religiosos en las Américas. Ensayos InterAmericanos, Vol. 7. Bielefeld: CIAS/Kipu, 250 S., Übersetzung. (Protestant ‘sects’ and the spirit of (anti-) imperialism – Religious entanglements in the Americas.)
- 2020. Religión, identidad y movilización en contexto de crisis. Herramientas para comprender la praxis religiosa. Repensar las Américas, Vol. 1. Bielefeld: CIAS/Kipu, 144 S. Zusammen mit Leif Seibert und Adrian Tovar Simoncic. (Religion, identiy and mobilization in contexts of crisis. Tools to understand religious praxis.)
- 2020. HabitusAnalysis 2. Praxeology and Meaning. Wiesbaden: Springer, 921 S.
- 2019. Friedenspotenzial von Freikirchen in den USA und Lateinamerika: Potenziale und Hindernisse für die internationale Zusammenarbeit. ifa-Edition Kultur und Außenpolitik. Stuttgart: ifa - Institut für Auslandsbeziehungen, 173 S. (The potential of peace making among Protestant Churches in the USA and Latin America: opportunities and obstacles for international cooperation).
- 2015. HabitusAnalysis 1. Epistemology and Language. Wiesbaden: Springer VS.
- 2015. Identität als Netzwerk. Habitus, Sozialstruktur und religiöse Mobilisierung [Identity as network. Habitus, social structure and religious mobilization]. Wiesbaden: Springer VS.
- 2013. Pombagira y el obispo: sobre identidades religiosas transnacionales: La Igreja Universal do Reino de Deus en Brasil y Mozambique [Pombagira and the bishop: about transnational religious identities: The Universal Church of the Kingdom of God in Brazil and Mozambique]. Form for inter-American research (fiar) 6(1).
- 2012. Art.: Protestantismus. In Das Lateinamerika-Lexikon, ed. Silke Hensel und Barbara Potthast, 274–277. Wuppertal: Peter Hammer Verlag.
- 2010. Explaining Central American Pentecostalism within social inequality and conflict. On habitus-analysis as a clue to describe religious praxis. In Pentecostal Power: Expressions, Impact and Faith of Latin American Pentecostalism, ed. Calvin L. Smith, 137–156. Leiden/Boston: Brill.
- 2009. Latin America – dynamics of the religious field. In What the World Believes: Analysis and Commentary on the Religion Monitor 2008, ed. Bertelsmann Foundation, 463–485. Gütersloh: Verlag Bertelsmann Stiftung.
- 2009. The Pentecostal movement – social change and religious habitus. In What the World Believes: Analysis and Commentary on the Religion Monitor 2008, ed. Bertelsmann Foundation, 533–585. Gütersloh: Verlag Bertelsmann Stiftung.
- 2008. Fundamentalismos, modernidades y tensiones políticas globales. Sobre la religión políticamente movilizada [Fundamentalisms, modern spirits and global political tensions]. Estudos de Religião 35, 87–107. São Paulo: U-Metodista.
- 2008. Kampf der Fundamentalismen: Radikales Christentum, radikaler Islam und Europas Moderne. [The Struggle of Fundamentalisms: Radical Christianity, Radical Islam, and Europe’s Modern Spirit] Frankfurt a. M.: Verlag der Weltreligionen (Suhrkamp).
- 2007. “We gonna bin laden them!” Überlegungen zu einer methodologisch-kommunitaristischen Friedensethik [“We gonna bin laden them!” Considerations on a methodologic-communitarian ethics of peace]. Zeitschrift für evangelische Ethik 51(3): 169–181.
- 2005. Identität als Netzwerk: Ein Theorieentwurf am Beispiel religiöser Bewegungen im Bürgerkrieg Guatemalas [Identity as network: A theoretical outline exemplified by religious movements in the Guatemalan civil war]. Berliner Journal für Soziologie 15(2): 259–282.
- 2004. Praxis – Theologie – Religion: Grundlinien einer Theologie und Religionstheorie im Anschluss an Pierre Bourdieu. Frankfurt: Lembeck, 445 p. (Praxis – Theology – Religion. Outlines of a theory on theology and religion following Pierre Bourdieu).
- 2004. The Janus face of religion: On the religious factor in new wars. Numen 51(4): 407–431.
- 2004. „Und weil der Mensch ein Mensch ist...“: Interkulturelle Ethik, religiöse Identität und Konflikt. [„Because a human being is a human being….“: Intercultural Ethics, Religious Identity, and Conflict]. Sicherheit und Frieden 22(3): 139–146.
- 1992. Protestantismo y crisis social en América Central. [Protestantism and Social Crisis in Central America]. San José: Departamento Ecuménico de Investigaciones.
- 1990. Church identity between repression and liberation: The Presbyterian Church in Guatemala. Studies from the World Alliance of Reformed Churches, 178. Geneva: World Alliance of Reformed Churches.